# Strix chacoensis
Strix chacoensis é uma espécie de ave da família Strigidae. Pode ser encontrada na Argentina, Bolívia e Paraguai.